# 2005 LB54
2005 LB54 est un objet transneptunien classé comme cubewanos. 

## Caractéristiques
2005 LB54 mesure environ 240 km de diamètre.